# 傑普季夫卡
51°1′18″N 33°6′58″E / 51.02167°N 33.11611°E
德普蒂夫卡（烏克蘭語：Дептівка）是位於烏克蘭東北部的村莊，由蘇梅州科諾托普區的波皮夫卡市鎮負責管轄。該村處於羅緬河左岸，距離列維夫希納5公里，海拔高度136米，2001年人口1,167。